# Robiquetia vanoverberghii
Robiquetia vanoverberghii är en orkidéart som beskrevs av Oakes Ames. Robiquetia vanoverberghii ingår i släktet Robiquetia och familjen orkidéer.
Artens utbredningsområde är Filippinerna. Inga underarter finns listade i Catalogue of Life.